# Tutti pazzi per Rose
Tutti pazzi per Rose (Populaire) è un film franco-belga del 2012 diretto da Régis Roinsard, al suo esordio con la regia di un lungometraggio.

## Trama
Bassa Normandia, primavera 1958. La giovane Rose Pamphyle vive con il padre, un burbero vedovo che gestisce una drogheria in un piccolo villaggio. Per lei si prospetta un matrimonio col figlio del meccanico e un futuro da casalinga, ma Rose non vuole una vita del genere e parte per Lisieux dove Louis Échard, proprietario di una compagnia di assicurazioni, è alla ricerca di una segretaria.
Il colloquio è un fiasco, ma Rose ha talento: sa battere a macchina a una velocità impressionante, con sole due dita. La ragazza risveglia l'ambizioso atleta che sonnecchia in Louis, che le fa quindi una proposta: se vuole il lavoro, dovrà partecipare e vincere a un campionato regionale di velocità dattilografica. Benché riesca ad arrivare in finale, Rose perde per un solo paio di lettere; tuttavia, Louis scommette con il suo migliore amico Bob Taylor, imprenditore statunitense, che l'anno successivo Rose vincerà quel concorso.
Louis s'improvvisa quindi allenatore di Rose per farla diventare la dattilografa più veloce del mondo, perciò la invita a vivere il tempo necessario a casa propria, ma stabilisce regole rigide per impedire ad altri di sapere che la ragazza alloggia da lui. Louis insegna a Rose a digitare con tutte e dieci le dita, le fa assumere una postura migliore e le fa prendere lezioni di piano da Marie, moglie di Bob e sua vecchia amica, per rafforzare le dita. Col passare dei mesi, Louis e Rose diventano amici.
Rose partecipa nuovamente al concorso e stavolta vince, diventando la dattilografa più veloce della Bassa Normandia. Per gli amici di Louis è ormai chiaro che lui e Rose sono attratti l'uno all'altra, ma lui minimizza. I due si recano insieme a Parigi la notte prima della competizione nazionale francese, dove rendono chiaro di piacersi e consumano un rapporto intimo.
Rose gareggia contro l'attuale campionessa nazionale e arriva in finale, ma fatica a tenere a bada la pressione. Prima dell'ultimo incontro, Louis le rivela di aver segretamente constatato come la sua velocità di battitura sia superiore al miglior record della sua avversaria. Rose vince, e mentre si gode la vittoria sul podio manda un gran sorriso a Louis; quest'ultimo, dopo un iniziale stato di euforia, inizia a sentirsi stranamente inadeguato, arrivando ad abbandonare Rose e le loro sessioni di allenamento.
Rose rimane a Parigi, dove diventa una celebrità e la testimonial di un'importante azienda di dattilografia, per la quale promuove la loro nuovissima macchina da scrivere chiamata Populaire. Nonostante ciò, la ragazza non riesce ancora a dimenticare Louis e lo chiama regolarmente, anche se lui non risponde mai al telefono; benché lui tenti di far finta di nulla, il suo umore rimane generalmente piuttosto basso. Dopo un po' Rose decide che è il momento di andare avanti e giunge a New York per partecipare al concorso mondiale di dattilografia.
Louis lotta con i propri sentimenti e chiede a Marie, della quale era innamorato ai tempi della gioventù, perché ha scelto Bob invece di lui: Marie gli risponde che Bob le ha proposto una vita insieme, mentre lui è partito per la Guerra senza una promessa, esortando Louis a "vivere e basta" e ad avere il coraggio di fare delle scelte. Louis spiega a Marie che crede di non poter dare a Rose il sorriso e la felicità che la ragazza aveva dopo aver vinto la gara a Parigi, lo stesso sorriso che aveva visto su Marie il giorno in cui si è sposata con Bob; allora lei gli dice che stava sorridendo perché si sentiva amata, poi lo abbraccia e ribadisce che non deve farsi sopraffare dalla paura.
Louis si rende conto che ha bisogno di superare i propri sentimenti di inadeguatezza e vola a New York per supportare Rose nella competizione, e arriva poco prima della fine del secondo turno delle finali. Mentre i giudici annunciano i risultati, Rose ha alcune difficoltà e corre dietro le quinte per andare a prendere la sua vecchia macchina da scrivere. Qui incontra Louis, che finalmente le dichiara il suo amore e la bacia.
Rose sale sul palco per l'ultimo round, energizzata dall'amore per Louis. A circa metà del tempo la sua macchina da scrivere si inceppa perché lei è addirittura troppo veloce per la macchina stessa; tuttavia, Rose riprende rapidamente la situazione in mano e vince la competizione venendo proclamata la dattilografa più veloce del mondo. Sul palco, Louis e Rose si tengono per mano e si scambiano un bacio mentre il pubblico applaude.

## Colonna sonora
Uno degli attributi vincenti di questo film è la colonna sonora (le cui musiche originali sono di Emmanuel d'Orlando), basata su Forgotten Dreams, brano di struttura molto semplice concepito da Leroy Anderson nel 1954 originariamente per chi studia il pianoforte e poi trasformato in un ambito sinfonico; ma viene proposto anche il famoso Les secrétaires Cha Cha Cha, interpretato da Jack Ary, e (come specchio della vicenda narrata) Clair de lune dalla Suite bergamasque di Claude Debussy.
Si noti come Anderson sia il compositore, tra l'altro, di The Typewriter, assurto anche a palcoscenici sinfonici, brano noto attraverso il film di Jerry Lewis Dove vai sono guai!, nel quale viene proposto durante un esilarante cimento tra Jerry Lewis e una macchina da scrivere.

## Distribuzione
- Italia: anteprima novembre 2012 (Festival Internazionale del Film di Roma) / 30 maggio 2013[1][2]
- Francia: 28 novembre 2012
- Belgio: 28 novembre 2012
- Svizzera Francofona: 28 novembre 2012
- Paesi Bassi: 29 novembre 2012
- Germania: 3 gennaio 2013
- Svizzera Tedesca: 17 gennaio 2013
- Québec: 8 febbraio 2013

## Riconoscimenti
- 2013 – San Francisco International Film Festival
  - Premio del pubblico come miglior film narrativo
- 2013 – Premio César[3]
  - Candidatura per la migliore fotografia a Guillaume Schiffman
  - Candidatura per la migliore scenografia a Sylvie Olivé
  - Candidatura per i migliori costumi a Charlotte David
  - Candidatura per la migliore musica a Robin Coudert ed Emmanuel d'Orlando
  - Candidatura per la migliore opera prima a Régis Roinsard